# 6270 Kabukuri
6270 Kabukuri este un asteroid din centura principală, descoperit pe 18 ianuarie 1991, de Shigeru Inoda și Takeshi Urata.